# Schöftland
Schöftland é uma comuna da Suíça, no Cantão Argóvia, com cerca de 3.297 habitantes. Estende-se por uma área de 6,28 km², de densidade populacional de 525 hab/km². Confina com as seguintes comunas: Hirschthal, Holziken, Schlossrued, Staffelbach, Uerkheim, Unterkulm.
A língua oficial nesta comuna é o Alemão.